# Gregório Palamas
Gregório Palamas (em grego: Γρηγόριος Παλαμάς) (Constantinopla, c. 1296 — Tessalônica, 14 de novembro de 1359) foi um monge do Monte Athos, Grécia, e, posteriormente, arcebispo de Tessalônica, conhecido como o teólogo preeminente do Hesicasmo. É venerado como santo pela Igreja Católica Romana e Igreja Católica Ortodoxa, sendo comemorado em 14 de novembro e também no segundo domingo da Grande Quaresma, chamado Domingo de São Gregório Palamas. Além disso, alguns de seus escritos são encontrados na Filocalia.

## Juventude
Gregório nasceu em Constantinopla por volta do ano 1296. Seu pai, Constantino, foi um cortesão do Emperador Bizantino Andronikos II Palaiologos (1282–1328), mas faleceu quando Gregório ainda era jovem. O imperador em pessoa tomou parte no cuidado e educação do garoto desamparado e tinha a esperança de que o talentoso Gregório se devotaria aos serviços do governo, mas Palamas escolheu percorrer a vida monástica no Mt.Athos. A mãe de Gregório, Kalloni, e seus irmãos, Theodosios, Makarios, Epicharis e Theodoti, também abraçariam o monasticismo. Posteriormente, toda a família foi canonizada pelo Patriacado Ecumênico de Constantinopla em 2009.
Antes de deixar o Mt.Athos, Gregório recebeu educação abrangente na Universidade de Constantinópla, incluindo o estudo de Aristóteles, o qual ele utilizaria em uma demonstração de seu conhecimento frente a Theodore Metochites (Teodoro Metoquita) e o Imperador.

## Vida Monástica
Apesar das aspirações do Imperador para ele, Gregório, que então mal tinha 21 ano de idade, se retirou para o Monte Athos no ano 1316 e se tornou um noviço no Mosteiro de Vatopedi, sob a orientaçào do Ancião monástico São Nicodemos de Vatopedi. Eventualmente, ele foi tonsurado um monge, e continou sua vida de ascetismo.
Após o fim da vida do Ancião Nicodemus, Gregório permaneceu durante 8 anos sob a orientação de um novo Ancião, Nicephorus. Após o repouso do último Ancião, Gregório foi transparido para a Grande Lavra de São Atanasio o Atonita no Mt.Athos, onde serviu aos fiéis na trapeza (refeitório) e na igreja, como cantor sacro.
Desejando devotar a si mesmo de maneira mais completa à oração e ao ascetismo, Gregório entrou uma skete chamada Glossia, onde lhe foi ensinada a prática antiga da oração mental conhecida como a "oração do coração" ou hesicasmo.
Em 1326, devida à ameaça constante das invasões Turcas, ele e seus companheirosse retiraram para a cidade fortificada de Tessalônica, onde foi então ordenado padre. Dividindo seu tempo entre o minitério ao povo e sua busca pela perfeição espiritual, Gregório fundou uma pequena comunidade de eremitas proxima a Tessalônica em um local chamado Veria.
Ele serviu por um curto tempo como Abade do Mosteiro Esphigmenou, mas foi forçado a renunciar em 1335 devido a um certo descontentamento gerado pela austeridade de sua administração.

## A Controvérsia Hesicasta
O hesicasmo atraiu a atenção de Barlaão de Seminara, um homem que se converteu à Ortodoxia (ou foi batizado como Ortodoxo) que encontrou hesicastas e ouviu descrições de suas práticas durante uma visita ao Monte Athos; Barlaão também leu os escritos de Palamas, sendo ele próprio um monge atonita.  
Treinado na Teologia Escolástica Ocidental, Barlaão ficou escandalizado com o hesicasmo e começou a combatê-lo tanto oralmente quanto por meio de seus escritos. Como professor particular de Teologia Escolástica Ocidental, Barlaão propôs uma abordagem mais intelectual e proposicional ao conhecimento de Deus do que a ensinada pelos hesicastas.  
Do lado hesicasta, a controvérsia foi assumida por Palamas, a quem seus colegas monges no Monte Athos pediram para defender o hesicasmo dos ataques de Barlaão.
Sendo bem educado em filosofia grega, Gregório escreveu uma série de obras pela defesa do hesicasmo, tendo também apresentado suas defesas em seis diferentes sínodos em Constantinopla, finalmente triunfando sobre seus atacantes no sínodo de 1351.
Barlaão acreditava que os filósofos tinham maior conhecimento acerca de Deus do que os próprios profetas, além de valorizar o intelectualismo acima do asceticismo (que inclui práticas como a Oração de Jesus - ou Oração do Coração -, muito utilizada pelos hesicastas). Além disso, Barlaão rejeitava que Deus poderia ser de qualquer modo acessível aos homens, enquanto São Gregório não apenas defendia que, sim, as atividades divinas são acessíveis, como também apresentou a doutrina da energia incriada de Deus para explicar, inclusive, a Transfiguração de Jesus Cristo.  
Discorrendo acerca da questão de como é possível para humanos terem conhecimento de um transcendental e irreconhecível Deus, ele desenvolveu uma distinção entre conhecê-Lo em sua essência (em grego, ousia) de conhecê-Lo em suas energias (no grego, energeiai). Ele sustentava a doutrina ortodoxa que é impossível conhecer Deus em Sua essência (saber quem é Deus, de facto), mas é possível conhecê-Lo em Suas energias (saber o que Deus faz e quem Ele é em relação à criação e ao homem), uma vez que é a forma pela qual Ele se revela à humanidade. Assim sendo, ele faz referências aos Padres Capadócios e outros escritores cristãos e Pais da Igreja.
Palamas ainda defende que quando Pedro, Tiago e João testemunharam a Transfiguração de Jesus no Monte Tabor, eles estavam, na verdade, vendo a luz de Deus (chamada, por isso, de Luz de Tabor) e que é possível a outros o direito a ver a mesma luz com o auxílio de certas disciplinas espirituais e meditações, ainda que não seja uma maneira mecânica ou automática.

## Anos Finais
Os oponentes de Palamas na controvérsia hesicasta espalharam acusações caluniosas contra ele e, em 1344, o Patriarca João XIV o prendeu por quatro anos. No entanto, em 1347, quando o Patriarca Isidoro subiu ao Trono Ecumênico, Gregório foi libertado da prisão e consagrado Metropolita de Tessalônica. Aainda assim, como o conflito com Barlaão ainda não tinha sido resolvido, o povo de Tessalónica não o aceitou e ele foi forçado a viver em diversos lugares. Somente em 1350 ele pôde ocupar a cátedra episcopal.
Em 1354, durante uma viagem a Constantinopla, o navio em que se encontrava caiu nas mãos de piratas turcos; ele foi preso e espancado. Então, foi obrigado a passar um ano detido na corte otomana, onde foi bem tratado. Eventualmente, seu resgate foi pago e ele retornou para Tessalônica, onde serviu como arcebispo durante os últimos três anos de sua vida.

## Morte e Canonização
Gregório Palamas faleceu em 1357 ou 1359. Suas últimas palavras foram:
"Às alturas! Às alturas!"
Ele foi canonizado como santo da Igreja Ortodoxa em 1368 pelo Patriarca Philoteos de Constantinopla, que também foi responsável pela escrita de sua Vita e compôs o hin que é cantado em sua honra. Sua festa é celebrada duas vezes no ano, em 14 de Novembro, o aniversário de sua morte, e no Segundo Domingo da Quaresma, pois a vitória de Gregório sobre Barlaão é vista como uma continuação do Triunfo da Ortodoxia i.e. a vitória da Igreja sobre a heresia, celebrada no domingo anterior.
As relíquias de Gregório repousam na Igreja de São Gregório Palamas em Tessalônica.

## Hinos

### Troparion
(Cantado pela Catedral Ortodoxa Antioquina de São Paulo; em tom 8)
    Ó astro da Ortodoxia, suporte e mestre da Igreja; /
    beleza dos ascetas, poderoso defensor dos teólogos! /
    Gregório, o Taumaturgo, orgulho de Tessalônica, pregador da Graça Divina! /

    Intercede junto a nosso Deus pela salvação das nossas almas.

### Kontakion
Santo e divino instrumento de sabedoria,
trompete alegre da teologia,
juntos cantamos nossas preces, Ó Gregório nspirado de Deus.
Já que está agora ante a Mente Original, guie nossas mentes a Ele, ó pai,

que possamos cantar a ti: "Regozije-se, pregador da graça."